# 柏聖文
柏聖文（英語：Stephen Edward Bradley，1958年4月4日—），英國外交官，2003年12月至2008年3月出任第四任英國駐香港及澳門總領事，任內曾批評香港人的英語水平嚴重倒退，及抨擊香港政府保育古蹟不力等。
柏聖文在1981年加入外交部，1988年至1993年間曾借調到香港政府，先後任衛奕信爵士及彭定康兩任港督的副政治顧問，期間曾在1989年六四事件發生後，協助中國大陸民運人士出逃流亡海外。

## 生平

### 早年生涯
柏聖文在1958年4月4日出生，父親彼德·愛德華·摩爾·布拉德利少將，CB，CBE，DSO（Major-General Peter Edward Moore Bradley，1914年12月12日－2010年6月2日）曾參與第二次世界大戰，並先後於英國陸軍及國防部供職。母親則是瑪格麗特·沃德霍（Margaret Wardhaugh）。柏聖文早年入讀馬爾博羅書院（Marlborough College），1976年至1980年間就讀於牛津大學貝利奧爾學院，期間曾於1977年首次到訪香港。畢業後，他曾自1980年至1981年於中國上海的復旦大學深造。

### 外交生涯
柏聖文在1981年加入英國外交部，1981年至1983年於南亞司的阿富汗及巴基斯坦事務組工作，1983年外調到東京的英國駐日本大使館任職二等秘書，主管經濟，後來晉升為一等秘書，改管衡平事務。在1987年，柏聖文獲特別批准停薪休假，到香港的健力士·皮亞特飛機公司（Guinness Peat Aviation）任職市場總監，至1988年被借調到香港政府，擔任時任港督衛奕信爵士的副政治顧問，後來1989年中國大陸爆發六四事件後，有港人組織「黃雀行動」，協助大陸民運人士出逃流亡海外，當時柏聖文有施以協助。
在1993年，柏聖文再一次獲批准停薪休假，在香港的勞萊·喬治投資管理公司（Lloyd George Investment management）擔任副總裁一職，至1995年，他返回倫敦的外交部本部，於西歐司的法國事務組供職。柏聖文在1996年獲擢升為外交部近東及北非司副司長，1997年再升任為西印度及大西洋司司長。在1998年至1999年，他再被借調到新千禧年經驗公司（New Millennium Experience Company）工作，其後在1999年至2002年返外交部，於巴黎的英國駐法大使館任貿易投資推廣總監，2002年至2003年改於北京的英國駐華大使館任公使、副館長兼總領事之職。
在2003年12月，柏聖文接替榮休的何進爵士，出任第四任英國駐港總領事。柏聖文任內認為香港自主權移交中國以來，成功落實高度自治，並指香港的殖民地色彩已日益淡化，而香港日益變得中國化，將是必然的趨勢。柏聖文在任後期批評香港人的英語水平嚴重倒退，但普通話的水平卻相當有限。另外，他又指香港的文化發展及古蹟保育水平落後，認為香港短期內難以追上一如紐約及倫敦等等的國際大都會，亦難以實現香港政府所構想的「紐倫港」，相反，不少大陸都市如北京及上海等，卻各自逐漸發展出獨特的文化氛圍。
柏聖文亦不滿港府於2007年遷拆具殖民地色彩的歷史建築皇后碼頭，他曾於總領事館的早會上開玩笑地提議，揚言要駕駛一輛飄揚着英國國旗的積架跑車到場聲援示威群眾，並將自己綁在圍欄上，以抗議港府對英女皇及歷史不敬，不過他的提議最後未有付諸實行。柏聖文在2008年3月卸任總領事一職，並由奚安竹接任。

### 退仕以後
柏聖文卸任駐港總領事後從外交部退休，選擇定居香港，並旋即轉投商界。他先後在2008年起和2009年起出任格羅夫納公司中國區高級代表和環球銀行同業經紀商ICAP公司亞太區副主席。在2010年，他還出任太古地產獨立非常務董事，以及在同年加入和黃集團旗下的赫斯基能源出任非執行董事。他也是力拓集團行政總裁的特別顧問。

## 個人生活
柏聖文在1982年娶伊莉莎伯·戈默索爾（Elizabeth Gomersall）為妻，兩人育有一子一女，子女皆擁有香港身份證。柏聖文的興趣包括閱讀、園藝及旅遊，他是牛津及劍橋大會會員。

## 注腳
1. 1 2 3 4 5  Who's Who. London: A & C Black, 2008
2. 1 2  〈英國駐香港總領事柏聖文〉，英國駐香港總領事館，2008年2月5日版本。
3. ↑  〈柏聖文先生簡歷〉，香港中文大學演講會，造訪於2009年6月25日。
4. 1 2 3 4  "CHANGE OF CONSUL GENERAL AT HONG KONG (17/08/2003)", Foreign and Commonwealth Office, 17 August 2003.
5. ↑  〈黃雀行動，前英駐港領事暗地營救〉，《信報財經新聞》P07，2009年5月25日。
6. ↑  〈英國駐港總領事柏聖文暢談回歸後香港，殖民色彩已淡化〉，《文匯報》，2007年6月19日。
7. 1 2  〈柏聖文：港人英語嚴重倒退〉，《星島日報》，2008年3月14日。
8. ↑  〈隔牆有耳：柏聖文臨別去到盡〉，《蘋果日報》，2008年3月14日。
9. ↑  〈卸任在即柏聖文說再見〉，《星島日報》A16，2008年3月14日。
10. 1 2  "Board of Directors （页面存档备份，存于）", Husky Energy, retrieved on 3 March 2012.
11. ↑  〈馬時亨再效力李嘉誠家族[永久]〉，《明報》，2010年7月29日。
12. ↑  〈柏聖文親歷親證繁華香江〉，《大公報》A16，2007年5月3日。

## 外部連結
- 英國駐香港及澳門總領事館 （页面存档备份，存于）
- 柏聖文先生蒞臨香港中文大學演講片段 （页面存档备份，存于），2005年12月1日

| 外交職務        | 外交職務                                 | 外交職務      |
| --------------- | ---------------------------------------- | ------------- |
| 前任： 何進爵士 | 第4任英國駐港總領事 2003年12月-2008年3月 | 繼任： 奚安竹 |
| 前任： 郭乃杰   | 英國駐華大使館副大使 2002年-2003年       | 繼任： 鄧元翰 |